# Смоленска област
Смоленска област (рус. Смоленская область) или скраћено Смоленшчина (рус. Смоленщина) конститутивни је субјект Руске Федерације са статусом области и налази се на простору Средишњег федералног округа, на крајњем западу европског дела Русије.
Ограничена је са Московском, Калушком, Брјанском, Тверском и Псковском области Русије, односно на западу са Могиљовском и Витепском области Белорусије.
Са површином од 49.779 km² међу мањим је федералним јединицама Русије. На том подручју је према проценама из 2014. живело око 968.000 становника. Главни и највећи град области је Смоленск, а већи градови су још и Рослављ и Вјазма. Једна је од етнички најхомогенијих руских области пошто готово 95% становника чине етнички Руси. Административно је подељена на 25 опшинских рејона и 2 градска округа (Смоленск и Десногорск).

## Етимологија
Област носи име по административном центру, граду Смоленску. То је један од најстаријих градова Русије, а први званични помен града је из 863. године.
Постоји неколико теорија о пореклу имена града. Најчешће се своде на корен старословенске речи: смоль - смола, терен, нагиб. По неким теоријама име града и области води порекло од древног јужнословенског племена Смољани, које је током 7. века насељавало Родопске планине и долину река Нестос.

## Географија
Смоленска област смештена је на крајњем западу Руске Федерације. Ограничена је са Псковском и Тверском облашћу на северу, Московском на истоку, Калушком на југоистоку, те са Брјанском облашћу на југу. На западу је међудржавна граница са Републиком Белорусијом, односно рејонима Витепске и Могиљовске области те земље. Са површином од 49.779 km² налази се на 56. месту по величини међу субјектима Руске Федерације.
Географски гледано, Смоленска област се налази у централним деловима простране Источноевропске низије. Углавном равничарски рељеф местимично је испресецан мањим узвишењима моренског порекла и благо је заталасан. Највећи делови области се налазе у пределима Смоленског побрђа, чији најистакнутији делови су Духовшчинско и Вјаземско побрђе. Надморска висина области креће се од максималних 321 m на територији Вјаземског рејона, до 141 m уз обалу Западне Двине на граници са Белорусијом (ивични део Прибалтичке низије). На северозападу области су делови Витепског (до 232 м) и Валдајског побрђа, док су на истоку делови Московског побрђа (висине до 255 m). На крајњем југу области побрђа постепено прелазе у доста нижу и замочварену Придњепарску низију са просечним надморским висинама између 175 и 180 m.

### Хидрографија
Реке Смоленске области припадају сливовима Црног и Балтичког мора и Каспијског језера. Најважнији водоток је река Дњепар са притокама Сож, Десна, Воп и Вјазма. Ка басену Волге и Каспијског језера отичу реке Вазуза и њена притока Гжат, те река Угра (притока Оке). Мањи део територије на северозападу одводњава се ка Балтичком мору преко реке Каспље, притоке Западне Двине.
На територији области налазе се бројна језера, углавном ледничког порекла (посебно на северозападу). Више од 160 језера има површине веће од 1 хектара. Површином је највеће Акатовско језеро (са 6,55 km²), док је најдубље Баклановско језеро (са дубином од 28 m). На територији рејона налази се и неколико мањих крашких језера, а највеће међу њима је Калигинско језеро. Површином највећа, и привредно најважнија вештачка језера су Вазуско и Јауско језеро на североистоку области, која водом снабдевају Москву, на северу је Смоленско језеро, док је на југу Десногорско језеро.
На североистоку рејона, на тромеђи са Московском и Тверском облашћу налази се хидро-мелиорациони систем Вазуски хидросистем чије воде се између осталог користе и за снабдевање Москве пијаћом водом.

### Клима
Смоленска област налази се у зони умереноконтиненталне климе са јануарским просеком температура ваздуха од -9 °C, односно јулским од 17 °C. Температурне разлике између појединих делова области нису велике и готово су занемариве, иако су на крајњем југу температуре за 1 °C више него у остатку области. Годишња сума падавина варира од 630 до 730 мм, а највлажнији је северозападни део области где се током лета знатно чешће формирају циклони под утицајем хладнијих ваздушних маса са Балтика. Највећа количина падавина се излучи током летњих месеци (225—250 мм). Годишње је у просеку између 170 и 190 дана са падавинама, док се период без мраза креће између 125 и 148 дана. Област карактерише и висока облачност, тако да максималан број сунчаних сати током пролећа не прелази вредност од 10%. Због нешто интензивније вертикалне циркулације атмосфере на овом подручју нису ретка одступања од вишегодишњих климатских модела.

### Живи свет и екологија
Смоленска област се налази у зони мешовитих лишћарско-четинарских шума умерених предела. Под шумама је нешто мање од 40% обласне територије, а најпошумљенија су подручја Угранског, Демидовског, Духовшчинског и Холм Жирковског рејона, где је под шумама више од половине територије. Најдоминантније врсте дрвећа су бреза, оморика, бор и јова. Знатна су подручја под мочварном вегетацијом, те под ливадама.
Свет фауне представљен је бројниж животињским и рибљим врстама. Најраширенији сисари су зец, лос, лисица, вук, куна и ређе мрки медведи. Ихтиофауну чини преко 45 различитих врста риба (деверика, гргеч, штука, сом, црвенперка, шаран, смуђ), док се у последње време врши интензивно порибљавање белим амуром и белим толстолобиком.
У северном делу Смоленске области налази се заштићено подручје националног парка Смоленско појезерје површине око 150.000 хектара. Парк је основан 1992. године. Године 2007. основан је и парк природе Гагарински површине око 55.000 хектара.
Највећи еколошки проблеми области последица су несавесног управљања привредним капацитетима и ниског нивоа еколошке свести грађанства. Највећи проблеми су висок ниво загађености ваздуха у градским срединама, деградација природне средине, неконтролисана употреба пестицида у пољопривредној производњи и непоштовање еколошких стандарда у индустријској производњи.

## Историја
Град Смоленск се убраја међу најстарије руске и источнословенске градове, а први пут се у писаним изворима помиње у Архангелском летопису из 863. године, а у вези са походом кијевских кнезова Аскољда и Дира из Новгорода ка Цариграду. Како је град Смоленск већ у то доба био добро утврђен и густо насељен, кијевски кнезови су га обишли. Године 882. књаз Олег Новгородски заузео је Смоленск и прогласио га поседом Кијевске Русије, а за управника над градом је поставио књаза Игора Рјуриковича.
Године 1127. формирана је Смоленска кнежевина која је свој врхунац доживела током 12. века, и тада је обухватала готово целокупну територију данашње Смоленске области. Иако кнежевина никада није била под директним нападом татарско-монголских хорди, ипак је Смоленск 1274. постао вазалном кнежевином Златне Хорде.
Током јула 1404. литвански књаз Витаутас је освојио Смоленск чиме је окончано постојање независне смоленске кнежевине. Године 1410. смоленска војска учествовала је у Гривалдској бици на страни Литванаца, а против Витезова Тевтонског реда. Град Смоленск је 1514. постао делом Велике Московске кнежевине, Након периода Смутних времена Смоленск и његова околина 1618. постају делом Пољско-литванске државе, у чијим границама остају све до 1654. године када поново постају делом руске земље. Године 1708. основана је Смоленска губернија која је постојала све до 1929. године.
Крајем 19. века подручје је било захваћено интензивнијом индустријализацијом и доживело је велики привредни препород, а сам град Смоленск је 1870. железницом повезан са Москвом.
У Смоленску је 31. децембра 1918. основан „Ревоуционарни раднички комитет Белорусије“ који је само дан касније прогласио оснивање Белоруске ССР (седиште организације је премештено у Минск средином јануара 1919). Смоленск и његова околина остали су у саставу руске државе, односно Руске СФСР.
Некадашња Смоленска губернија је распуштена 1. октобра 1929, а њена територија је заједно са неколико суседних области прерасла у новоосновану Западну област чијим административним центром је постао град Смоленск. Западна област није била дугог века, те је већ 1937. распуштена, а уместо ње су успостављене Смоленска, Курска и Орловска област. Током двадесетих година прошлог века у Смоленску долази до интензивнијег развоја индустрије, а у то време у граду је отворена фабрика за производњу авиона.
У месту Катињ, на западу области су припадници Совјетске тајне полиције (НКВД) убили неколико хиљада пољских заробљеника, а догађај је постао познат као „Катињски масакр“.
Смоленска област је окупирана од стране трупа Вермахта током јула 1941. године, и под немачком окупацијом је био све до 25. септембра 1943. када је ослобођен од стране јединица совјетске Црвене армије. Од 1944. област се налази у садашњим границама.

## Становништво
Према подацима националне статистичке службе Русије, на територији Смоленске области је 2014. живело 967.896 становника, или у просеку 19,44 становника по квадратном километру. Од тог броја нешто преко 70% је живело у градским срединама.
Почетком 20. века територија области је била знатно гушће насељена, а до константног пада броја становника долази после Другог светског рата (иако се границе рејона нису мењале). Тако је број становника са 2.166.000 колико је регистровано 1926. пао за више него двоструко у наредних стотину година.
| 1897.     | 1926.     | 1939.     | 1970.     | 1979.     | 1989.     | 1999.     | 2009.   | 2010.   | 2012.   | 2014.   |
| --------- | --------- | --------- | --------- | --------- | --------- | --------- | ------- | ------- | ------- | ------- |
| 1.525.279 | 2,292,712 | 1,142,969 | 1,106,066 | 1,120,748 | 1,158,299 | 1,116,371 | 974,139 | 985,537 | 980,482 | 967,896 |

Смоленска област убраја се у етнички најхомогеније административне јединице Руске Федерације, пошто преко 90% популације чине етнички Руси.
| Народ     | 1959.              | 1989.              | 2002             | 2010             |
| --------- | ------------------ | ------------------ | ---------------- | ---------------- |
| Укупно    | 1.142.969          | 1.153.569          | 1.049.574        | 985.537          |
| Руси      | 1.113.560 (97,43%) | 1.085.161 (94,07%) | 980.073 (93,38%) | 893.675 (90,68%) |
| Украјинци | 7.271 (0,64%)      | 21.789 (1,89%)     | 17.362 (1,65%)   | 12.223 (1,24%)   |
| Белоруси  | 9.506 (0,83%)      | 22.384 (1,94%)     | 16.231 (1,55%)   | 12.012 (1,22%)   |
| Јермени   | 163 (0,01%)        | 1.094 (0,09%)      | 3.893 (0,37%)    | 4.776 (0,48%)    |
| Роми      | 2.051 (0,18%)      | 3.316 (0,29%)      | 3.011(0,29%)     | 2.805 (0,28%)    |
| Азери     | 108 (0,01%)        | 1.614 (0,14%)      | 2.416 (0,23%)    | 2.705 (0,27%)    |
| Татари    | 416 (0,04%)        | 2.163 (0,19%)      | 2.424 (0,23%)    | 2.239 (0,23%)    |
| Узбеци    | 82 (0,01%)         | 570 (0,05%)        | 533 (0,05%)      | 1.267 (0,13%)    |
| Молдавци  | 98 (0,01%)         | 1.084 (0,09%)      | 924 (0,09%)      | 1.183 (0,12%)    |
| Јевреји   | 6.454 (0,56%)      | 3.536 (0,31%)      | 1.434 (0,14%)    | 977 (0,10%)      |

На територији Смоленске области налазе се 2 града обласне субординације и још 13 насељених места са административним статусом града и 10 насеља са администартивним статусом варошице (рус. посёлки городского типа).

## Административна подела
Од 2006. Смоленска област је административно подељена на 2 града обласне субординације (Смоленск и Десногорск) и на 25 општинских рејона, док је сваки рејон административно подељен на градска подручја и сеоске општине (укупно 350 општинских подручја).
|    | Рејон                 | Административни центар |
| -- | --------------------- | ---------------------- |
| 1  | Велишки рејон         | Велиж                  |
| 2  | Вјаземски рејон       | Вјазма                 |
| 3  | Гагарински рејон      | Гагарин                |
| 4  | Глинкавички рејон     | село Глинка            |
| 5  | Демидовски рејон      | Демидов                |
| 6  | Дорогобушки рејон     | Дорогобуж              |
| 7  | Духовшчински рејон    | Духовшчина             |
| 8  | Јељњански рејон       | Јељња                  |
| 9  | Јершчински рејон      | село Јершичи           |
| 10 | Кардимовски рејон     | Кардимово              |
| 11 | Красњенски рејон      | Красни                 |
| 12 | Монастиршчински рејон | Монастиршчина          |
| 13 | Новодугиншки рејон    | село Новодугино        |
| 14 | Починковски рејон     | Починок                |
| 15 | Рослављански рејон    | Рослављ                |
| 16 | Рудњански рејон       | Рудња                  |
| 17 | Сафоновски рејон      | Сафоново               |
| 18 | Смоленски рејон       | Смоленск               |
| 19 | Сичјовски рејон       | Сичјовка               |
| 20 | Тјомкиншки рејон      | село Тјомкино          |
| 21 | Угрански рејон        | село Угра              |
| 22 | Хиславички рејон      | Хиславичи              |
| 23 | Холм Жирковски рејон  | Холм Жирковски         |
| 24 | Шумјачински рејон     | Шумјачи                |
| 25 | Јарцевски рејон       | Јарцево                |

## Привреда
У југоисточним и источним деловима рејона налазе се значајнији угљеноносни ревири, а детаљније је истражено 30 леђишта лигнита у којима се залихе овог енергента процењују на преко 400 милиона тона. Значајан енергент је и тресет чије резерве се процењују на око 170 милиона тона. Постоје знатније резерве камене соли са додацима поташе и фосфата, укупно до 10 милиона тона.
У укупној вредности бруто друштвеног производа области индустрија учествује са 38% (углавном хемијска и прехрамбена индустрија, енергетика и грађевинарство), док на пољопривредни сектор отпада око 10% БДП-а.
Електроенергетски систем области највећим делом почива на енергији из Смоленске нуклеарне електране у Десногорску чија три РБМК реактора имају капацитет од 3.000 МВт, односно Смоленске термоелектране капацитета 630 МВт.
Водећа грана пољопривреде је сточарство, а нарочито млечно говедарство. Пољопривредно земљиште обухвата 1,75 милиона хектара, што чини 35% територије рејона, односно око 1% свих обрадивих површина Руске Федерације. Највише ораничних површина је у јужним деловима области (преко 70%). Најдоминантнија култура је пшеница под којом је засејано око 45% површина, а следе лан, кромпир и повртарске културе.
Преко територије рејона прелазе 4 цевовода којима се сибирски природни гас транспортује даље ка Белорусији и западној Европи. У Смоленску се налази подземно складиште гаса којим се снабдева град и већи део области.

### Саобраћај
Преко територије области пролази траса међународне железнице на релацији Москва—Минск—Брест (а која прлази кроз смоленске градове Гагарин, Вјазма, Сафоново, Јарцево и Смоленск). Од значаја је и стара железница која повезује Ригу и Орел. Укупна дужина железничких пруга на територији области је 1.259 км (по подацима из 2002).
Најважнији друмски правци су М1 «Беларусь», аутопут који повезује Москву са Белорусијом (преко области пролази у дужини од 298 км, кроз Вјазму, Сафоново, Јарцево и Смоленск); Р120 Орел—Витепск (221 км, кроз Рослављ и Смоленск); А101 Москва—Варшава (познат и као „Старопољски аутопут“).
У Смоленску се налази војни аеродром «Смоленск-Северный» који углавном служи за повремени локални саобраћај. На овом аеродрому се 10. априла 2010. догодила авионска несрећа након што се авион Тупољев Ту-154М 36. Специјалне пуковније Пољске срушио на прилазу пист. У несерећи је смртно страдало свих 96 путника, укључујући и тадашњег председника Пољске Леха Качињског.